# Coenosia tubericauda
Coenosia tubericauda är en tvåvingeart som först beskrevs av Fritz Isidore van Emden 1956.  Coenosia tubericauda ingår i släktet Coenosia och familjen husflugor.
Artens utbredningsområde är Rwanda. Inga underarter finns listade i Catalogue of Life.